# جيم فارلي
جيم فارلي (بالإنجليزية: Jim Farley)‏ هو شخصية أعمال أمريكي، ولد في يونيو 1962 في الأرجنتين.